# 天主教查斯科穆斯教區
天主教查斯科穆斯教區（拉丁語：Dioecesis Chascomusensis）是阿根廷一個羅馬天主教教區，屬拉普拉塔總教區。
教區成立於1980年3月7日，位於布宜諾斯艾利斯省東部十三縣。2006年有教友331,155人（佔轄區總人口89.0%）、廿六個堂區、卅四名司鐸。現任教區主教為卡洛斯·翁貝托·馬爾法。